# Noturus trautmani
Noturus trautmani är en fiskart som beskrevs av Taylor, 1969. Noturus trautmani ingår i släktet Noturus och familjen Ictaluridae. IUCN kategoriserar arten globalt som akut hotad. Inga underarter finns listade i Catalogue of Life.